# جائزة توسكانا الكبرى 2020
جائزة توسكانا الكبرى 2020 (بالإيطالية: Gran Premio della Toscana 2020)‏ هو سباق [[فورمولا 1] أقيم بتاريخ 13 سبتمبر 2020، في إيطاليا، وكان السباق 9 من أصل 17 في بطولة العالم لسباقات فورمولا 1 موسم 2020، وكان أول المنطلقين لويس هاملتون. في حلبة موجيلو
فاز بالمركز الأول لويس هاملتون، وكان صاحب أسرع لفة لويس هاملتون بزمن قدرة 78.833 ثانية.